# Нойнкирхен (Зигерланд)
Нойнкирхен (нем. Neunkirchen) — община в Германии, в земле Северный Рейн-Вестфалия.
Подчиняется административному округу Арнсберг. Входит в состав района Зиген-Виттгенштайн. Население составляет 13 691 человек (на 31 декабря 2010 года). Занимает площадь 39,6 км².
Коммуна подразделяется на 6 сельских округов.
| Год  | Население |
| ---- | --------- |
| 1995 | 14 634    |
| 2000 | 14 599    |
| 2005 | 14 223    |
| 2010 | 13 764    |